# Суриков, Алексей Павлович
Алексе́й Па́влович Су́риков (12 октября 1917 года, Сергиев Посад — 3 декабря 1943 года, с. Кирилловка, Черкасский район Черкасской области) — советский военнослужащий, участник Великой Отечественной войны, Герой Советского Союза, старшина, командир взвода.

## Биография
Родился 12 октября 1917 года в Сергиевом Посаде в семье рабочего. После окончания 7 классов школы работал продавцом. Комсомолец. В 1940 году был призван в РККА.
Во время Великой Отечественной войны командовал взводом противотанковой роты 350-го отдельного истребительно-противотанкового дивизиона.  В ходе боёв у села Кирилловка (Черкасская область) 2—3 декабря 1943 года отразил несколько контратак противника. При возникновении угрозы попадания в плен, подорвал гранатой себя и окружившего его противника.
Похоронен в братской могиле в селе Хутора Черкасского района.
22 февраля 1944 года Сурикову Алексею Павловичу присвоено звание Героя Советского Союза (посмертно).

## Память
Именем Алексея Сурикова названы улицы в Сергиевом Посаде, Черкассах, селе Хутора.
В Сергиевом Посаде и Черкассах установлены мемориальные доски.
14 ноября 1985 года Черкасскому среднему профессионально-техническому училищу № 8 было присвоено наименование "имени Героя Советского Союза А. П. Сурикова".